# École Centrale de Lille
Fundada em 1854, a École Centrale de Lille (ou Centrale Lille ou E.C. Lille) é uma escola de engenharia, instituição de ensino superior público localizada na cidade do Villeneuve-d'Ascq, França.
A École Centrale de Lille está entre as mais prestigiadas grandes écoles de 
Engenharia da França, assim como todas as escolas do grupo Centrale. École centrale de Lille é uma parte do Grupo Centrale, do qual também fazem parte as École centrale de Paris, Lille, Lyon, Marseille e Nantes.
Campus da École Centrale de Lille situa-se no pólo universitário da Université Lille Nord de France.

## Centrale Estudos: formação de engenheiro, mestres e doutores
A École Centrale de Lille diploma engenheiros généralistes ao final de três anos de estudo.
Para ser adtimido em uma grande école o aluno deve ser aprovado em um vestibular 
após ter cursado dois anos de Classe Préparatoire. 
Outro ponto comum fundamental entre as Écoles Centrales é a formação generalista, ou seja, as disciplinas oferecidas abrangem todos os ramos da Engenharia, sendo que a especialização é dada apenas no último ano. Os três anos de estudo na École comportam dois anos de ciclo básico, seguido de um ano de especialização, sendo este último realizado em uma das diversas ênfases propostas pela instituição:
- Empreendedorismo; Gestão-Auditoria-Conselho; Aménagement-Construção-Meio Ambiente; Concepção de Produtos e Sistemas Inovadores; Produção; Logística; Pesquisa.
- Mecânica Avançada; Engenharia Civil; Matéria e Energia; Ondas; Nanoeletrônica e Telecomunicação;
- Engenharia Elétrica e Controle; Sistemas Elétricos e Eletrônicos; Sistemas Automatizados; Sistemas de Produção;
- Sistemas de Informação; Informática; Informática decisional; Serviços e Sistemas Sócio-económicos;Sistemas de Transporte e Logística.

A grande gama de escolha (91, sem contar as possibilidades de estudo no estrangeiro) é uma das características da formation "généraliste".
A formação "centralienne" é baseada nos princípios de um engenheiro généraliste. Isto é o aluno "généraliste" deve possuir os conhecimentos básicos de todos os principais campos científicos, técnicos e humanos :
- O desafio de uma « Economia do conhecimento »
- Um trabalho multidisciplinar em equipes multiculturais
- Associar Pesquisa, Tecnologia, Empreendedorismo e desenvolvimento sustentável
- Capacidades humanas além das competências unicamente técnicas
- Uma grande diversidade de inserção e de práticas profissionais.

## Laboratórios e centros de investigação
- «LAGIS-CRIStAL». Laboratoire d'Automatique, Génie Informatique & Signal (Laboratórios Engenharia Informática &Computadores)
- «LML». Laboratoire de Mécanique de Lille (Laboratórios Engenharia Mecânica)
- «L2EP». Laboratoire d'Electrotechnique et d'Electronique de Puissance de Lille (Laboratórios Engenharia Electrotécnica)
- «IEMN». Institut d'Electronique de Microélectronique et de Nanotechnologie (Laboratórios Micro-Electronica)
- «UCCS». Laboratoire de Catalyse de Lille - Unité de catalyse et de chimie du solide (UCCS) (Laboratórios Engenharia Química) & Laboratoire International Associé « Energie et Environnement »
- «LRGI». Laboratoire de Recherche en Génie Industriel (Laboratórios Management)
- «Equipe Mécanique et Matériaux». & Equipe de recherche Sciences des Matériaux (Laboratórios Material Science).

## Programas de duplo diploma internacional
Graças às parcerias que vêm sendo concretizadas nos últimos anos entre a École Centrale de Lille e universidades principalmente na Europa, Brasil e China, cerca de 20% dos alunos do estabelecimento são estrangeiros.
Particularmente, a École Centrale de Lille é uma das pioneiras nos programas de "duplo diploma", um tipo de intercâmbio diferente do aproveitamento de créditos em que os estudantes fazem uma parte de seu curso na sua instituição de origem e outra parte em uma universidade conveniada e, ao término, recebem o diploma das duas instituições (parte do T.I.M.E. programme):
- Mestrado Ingénieur Centrale Lille (2 anos, França)

+
- Mestrado (Portugal)
  - Instituto Superior Técnico
- Mestrado Ingénieur Centrale Lille (2 anos, França)

+
- Mestrado (Brasil)
  - Escola Politécnica da Universidade de São Paulo
  - Universidade Estadual de Campinas
  - Universidade Federal do Ceará (Fortaleza)
  - Universidade Federal do Rio Grande do Sul (Porto Alegre) - Escola de Engenharia da Universidade Federal do Rio Grande do Sul
  - Escola Politécnica da Universidade Federal do Rio de Janeiro
  - Pontifícia Universidade Católica do Rio de Janeiro

T.I.M.E. = Top Industrial Managers for Europe, instituição criada em 1989 pela École Centrale de Paris e École Centrale de Lille que reúne escolas de engenharia líderes para promover o intercâmbio de alunos.

## Professores notáveis

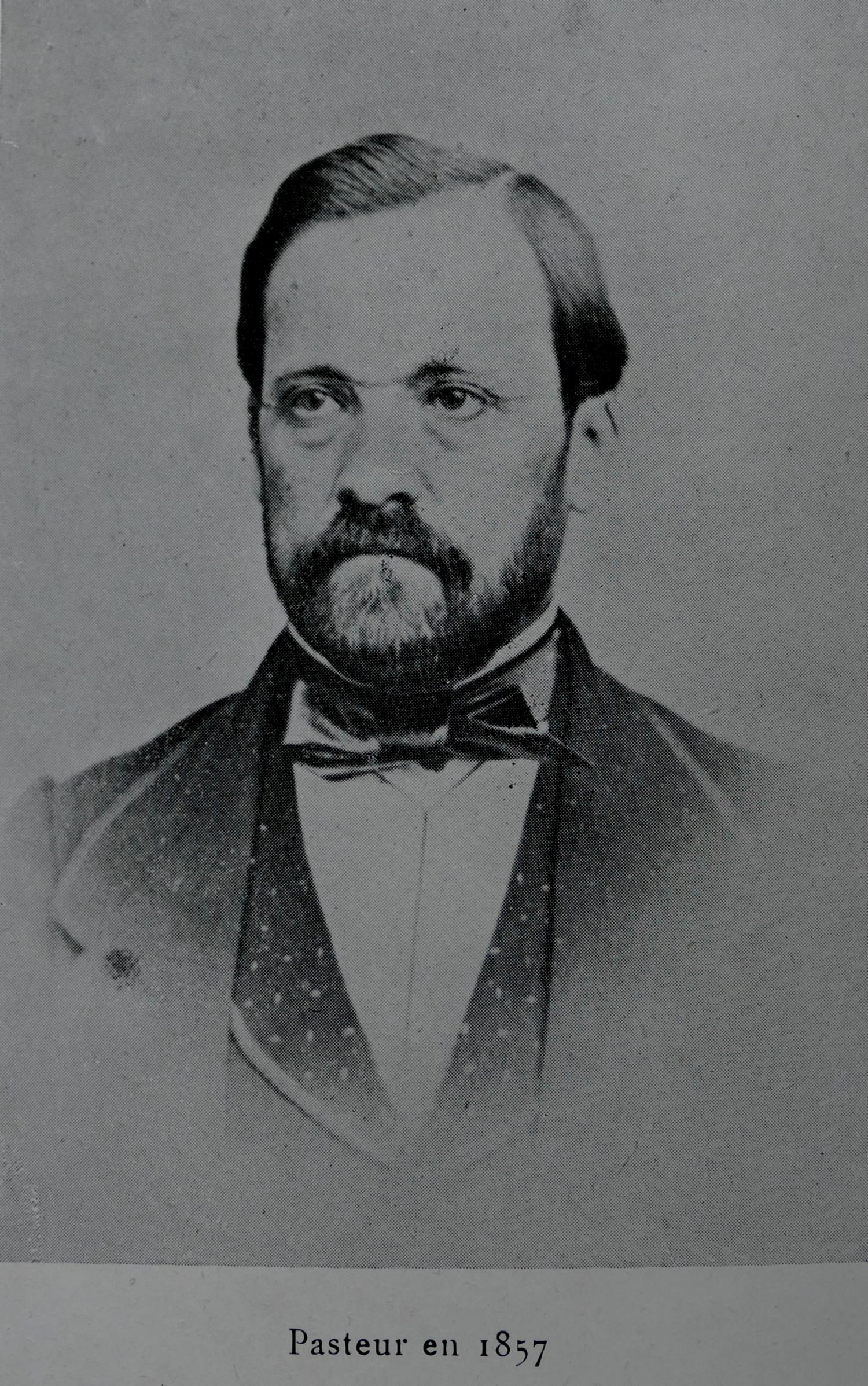
Louis Pasteur, cientista químico
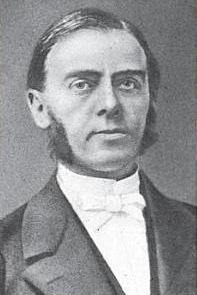
Auguste Lamy, Tálio químico
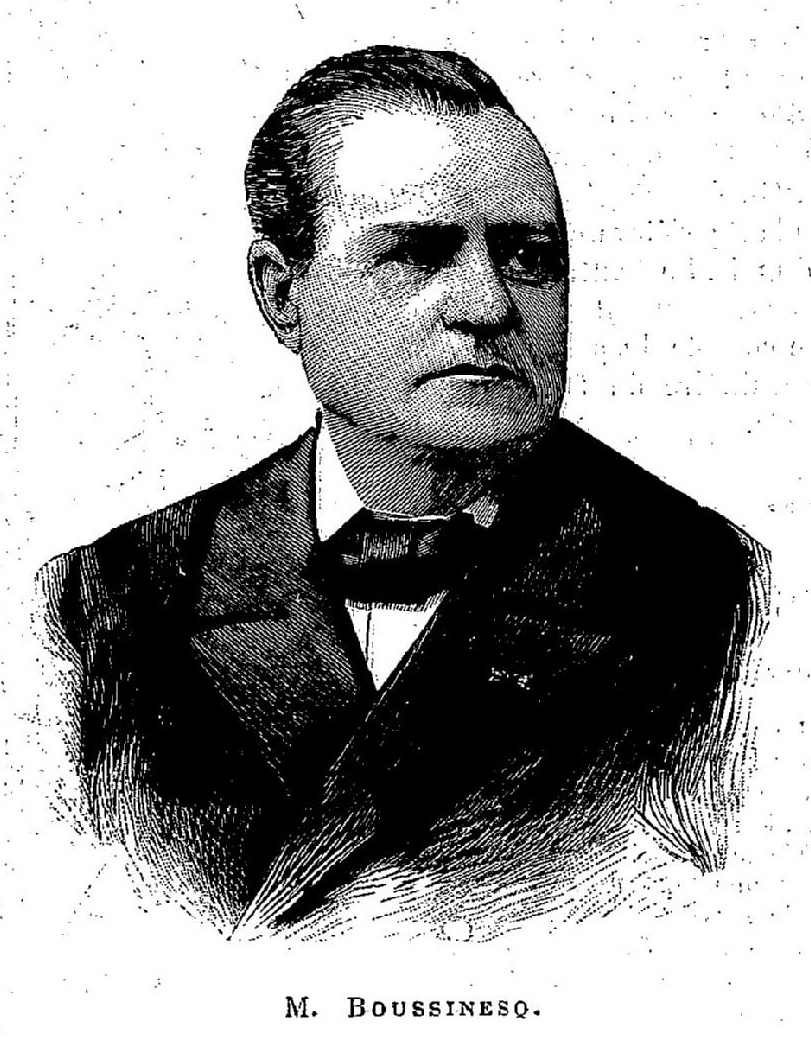
Joseph Boussinesq, físico e matemático (aproximação de Boussinesq)
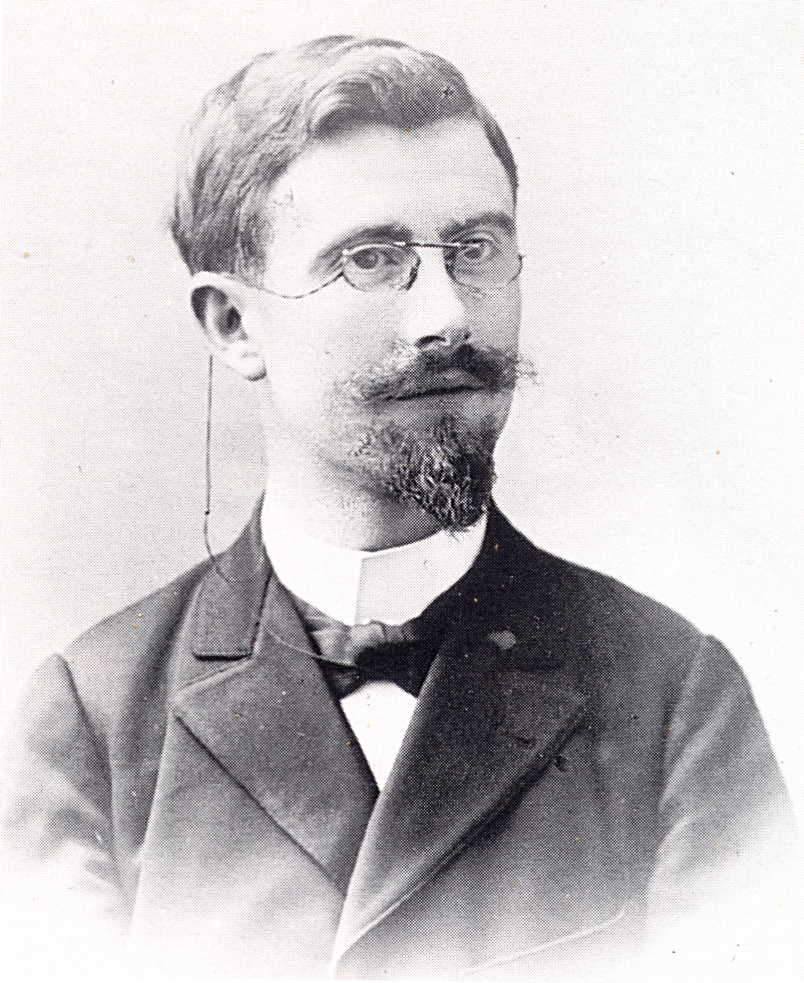
Bernard Brunhes, descobridor da inversão geomagnética
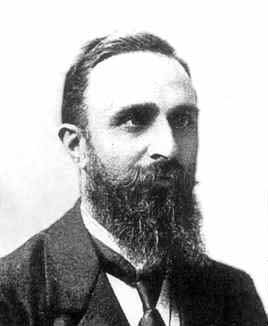
Henri Padé, matemático (aproximação de Padé de funções racionais)
Paul Pascal, químico e metalurgista
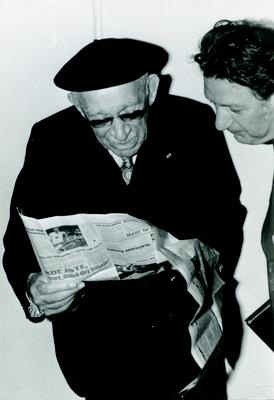
Joseph Kampé de Fériet, mecânica dos fluidos e teoria da informação

## Graduado famoso

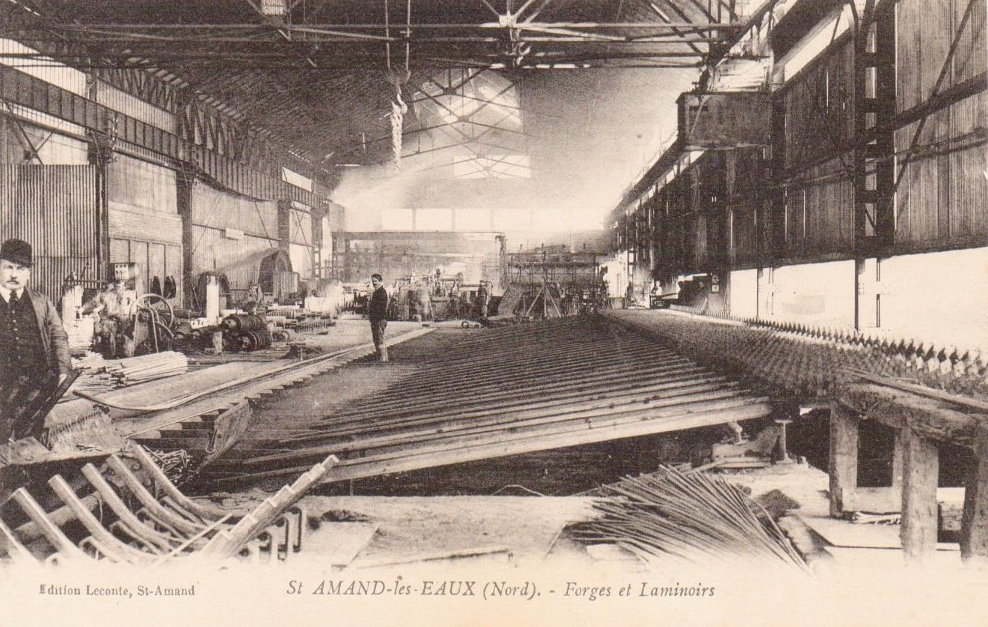
Jules Sirot (1860), diretor executivo de aciaria
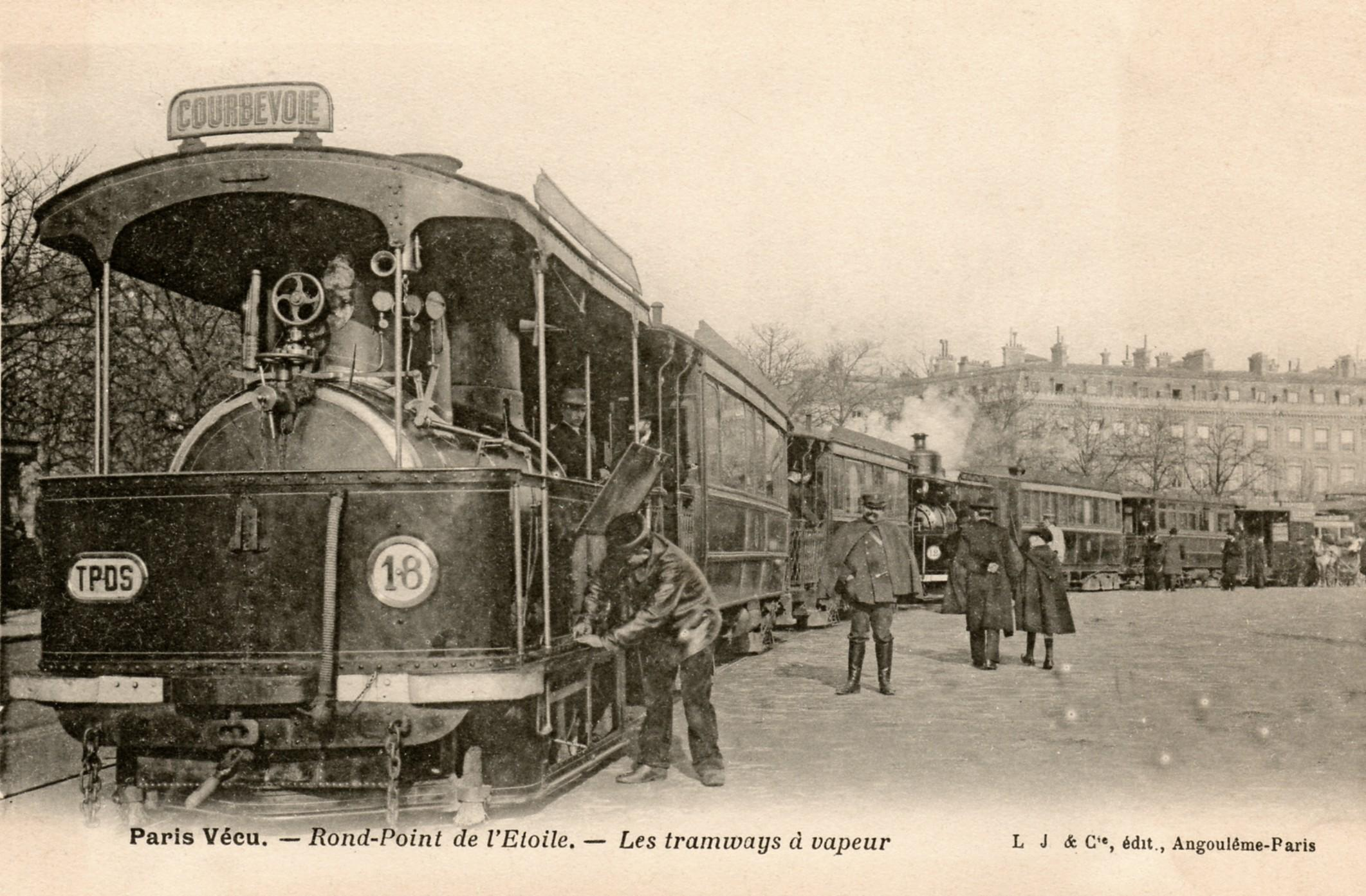
Léon Francq (1866), locomotivas a vapor inventor e pioneiro de bondes elétricos do Paris
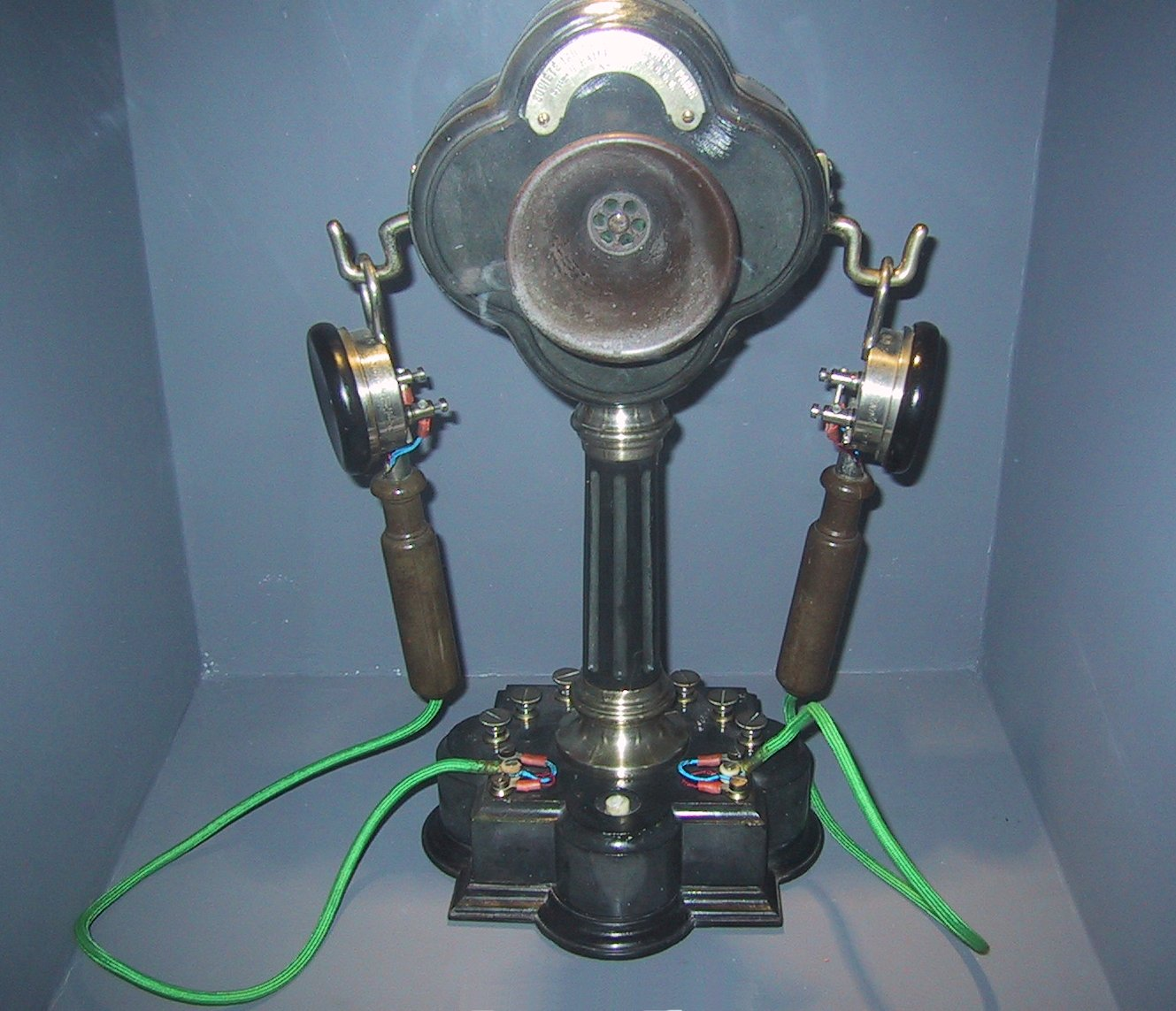
Alfred Meunier (1871), rede telefónica diretor, Société Générale des Téléphones (Alcatel)
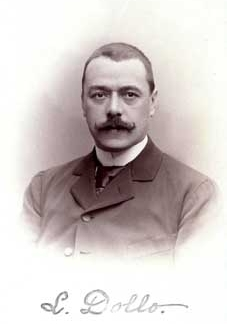
Louis Dollo (1877), paleontólogo (Lei de Dollo)
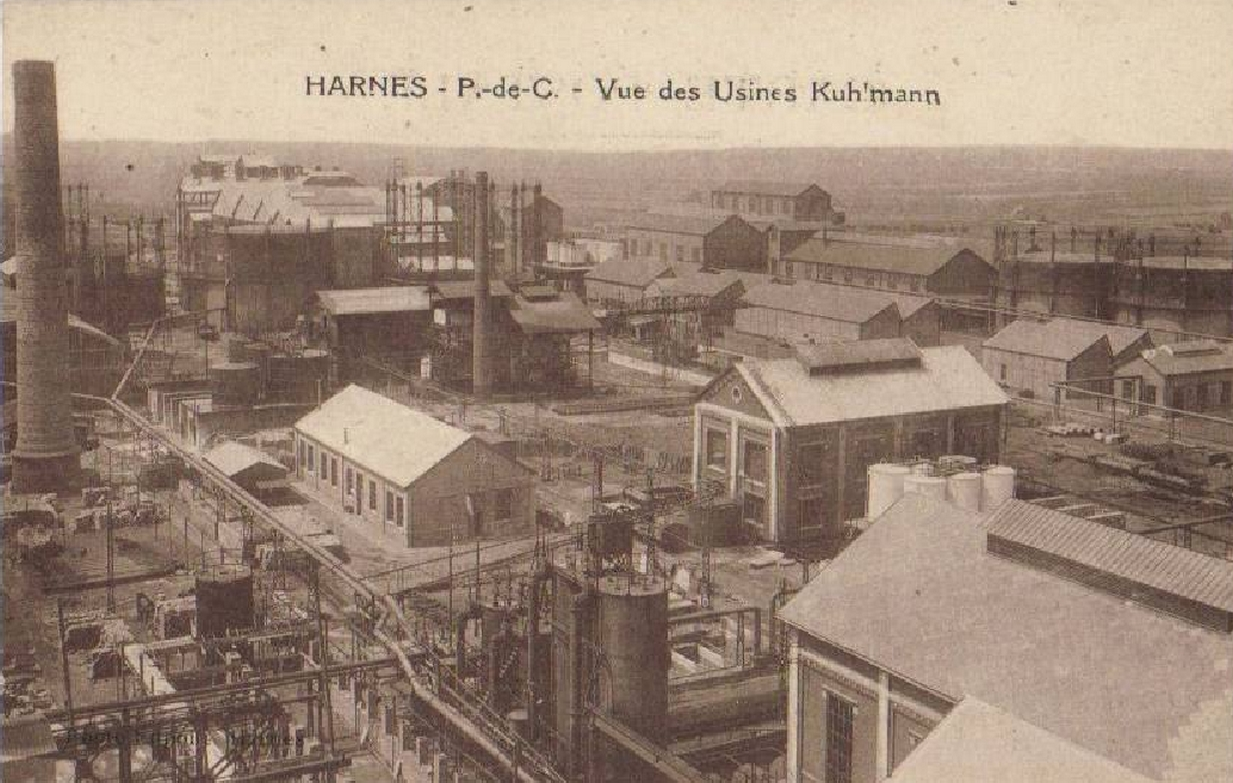
Charles Deldique (1890), químico e diretor Manufacture des produits chimiques du nord
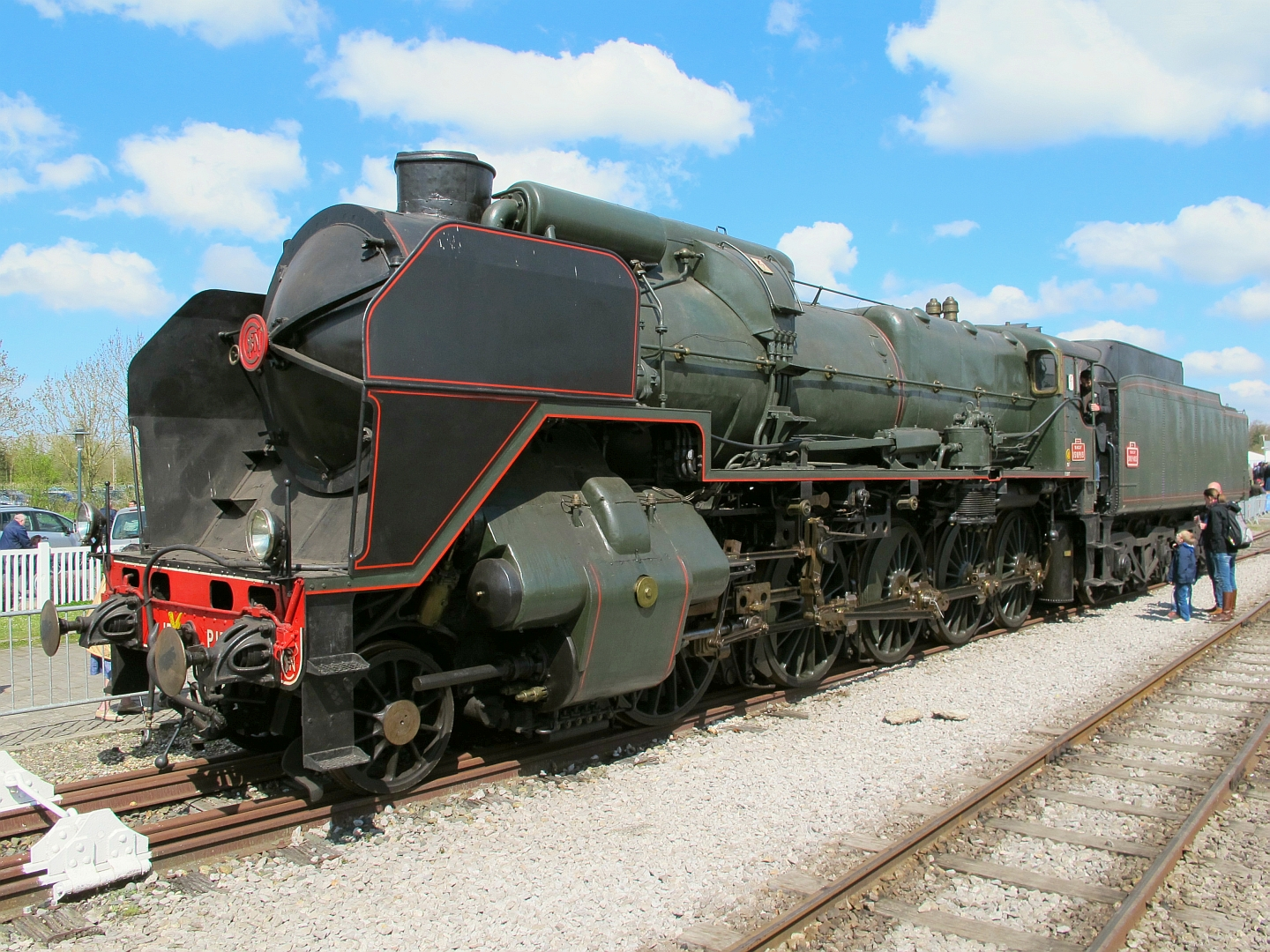
Jean Faure (1891), diretor executivo de Ateliers de construction du Nord de la France
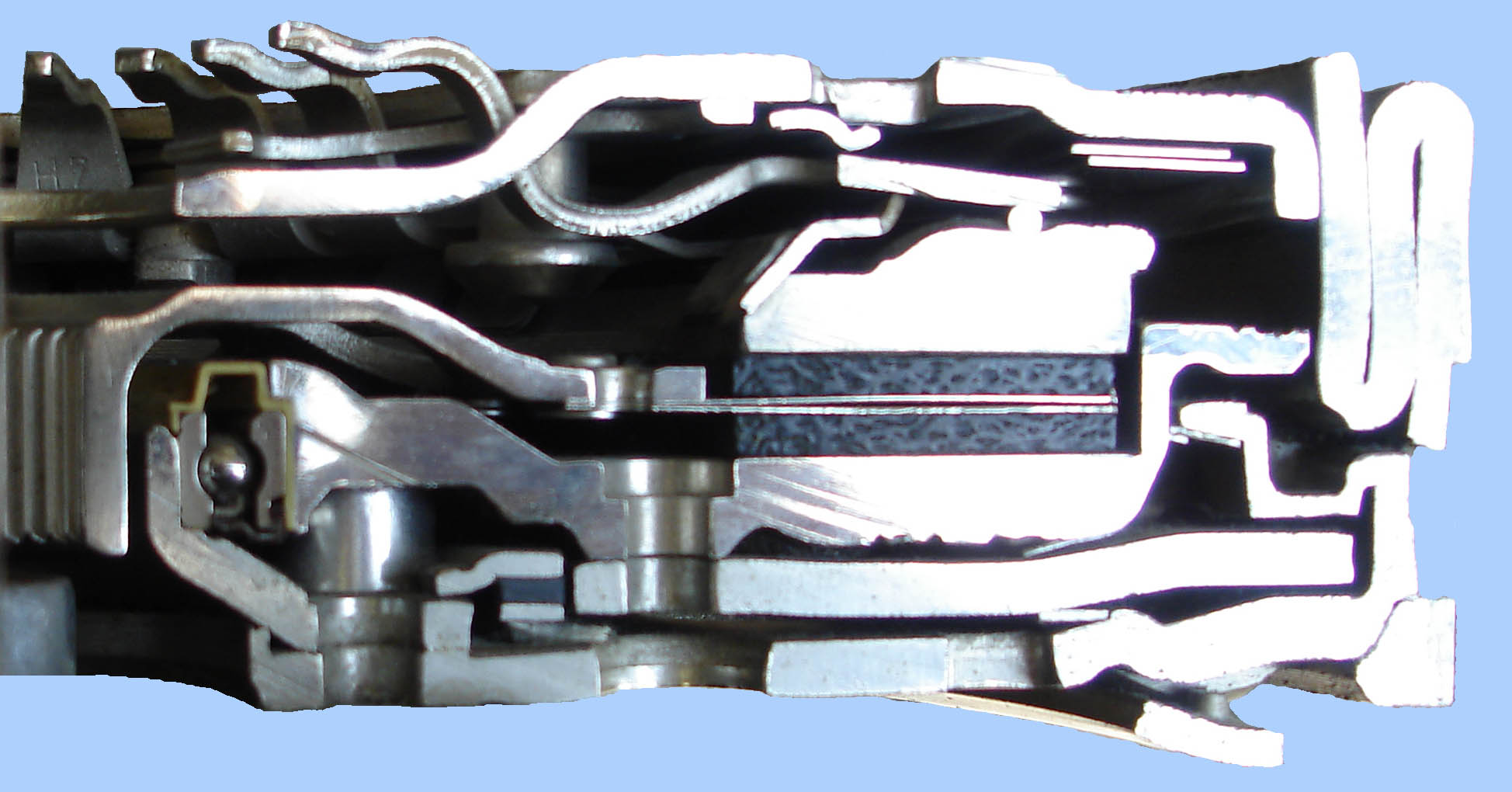
Jacques Vandier (1895), diretor executivo de Valeo Sistemas Automotivos
Émile Degrémont (1897), fundador de Suez - Degrémont,  grupo de tratamento de águas
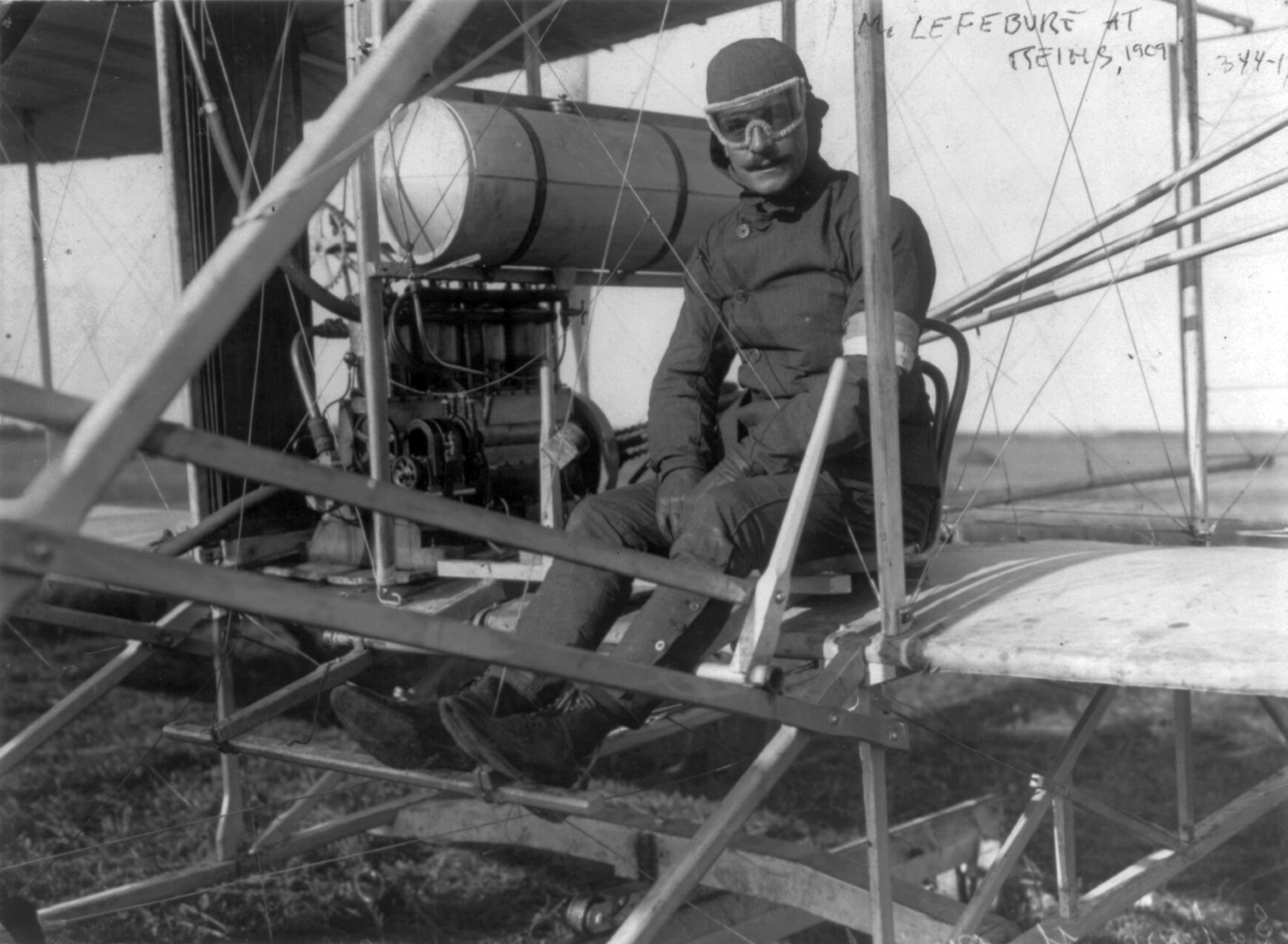
Eugène Lefebvre (1898), piloto de teste e pioneiro da aviação, o primeiro piloto do mundo para morrer voar um avião com motores
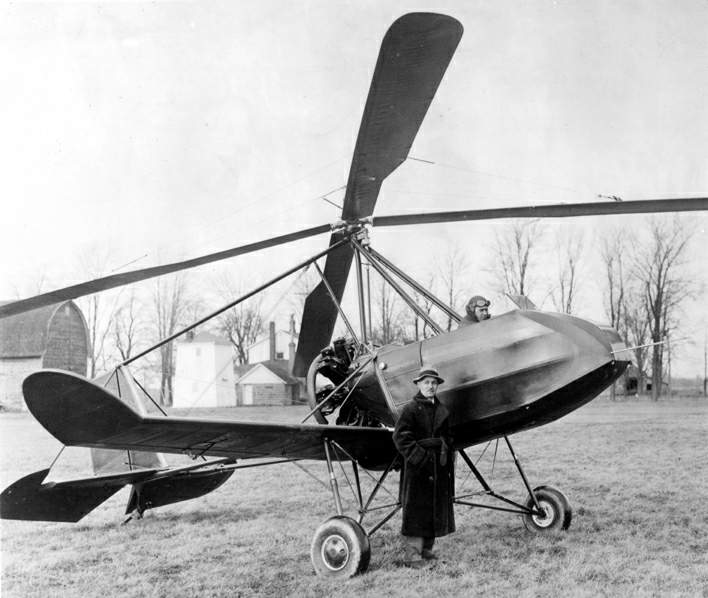
Etienne Dormoy (1906), industrial aeronáutico
Jean Hubert (1906), engenheiro-chefe da aeronave empresa Bernard-Matra
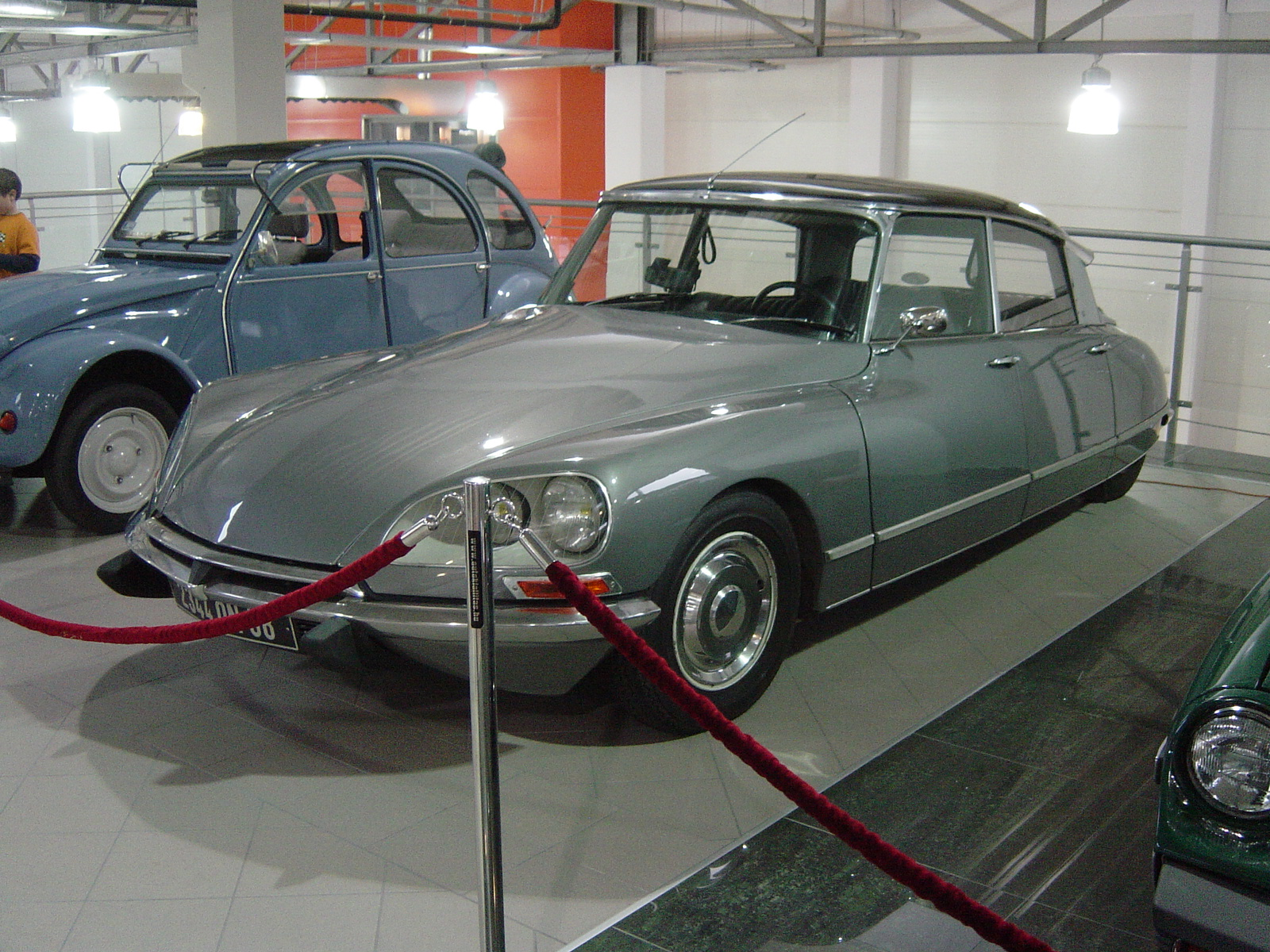
Henri Godfroid (1905), co-fundador de fabricante de automóveis Citroën
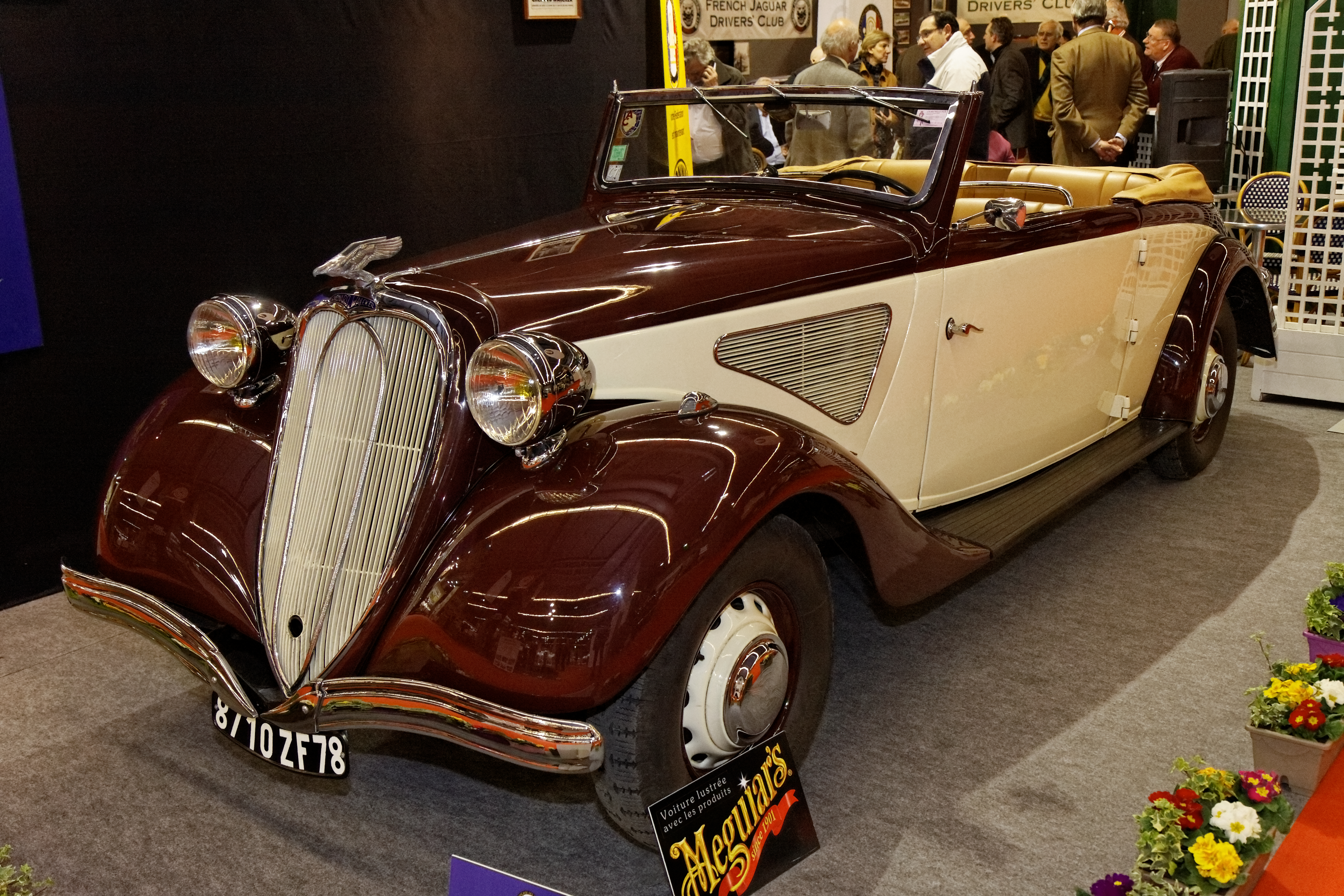
Lucien Chenard (1920) , diretor executivo de fabricante de automóveis Chenard et Walcker
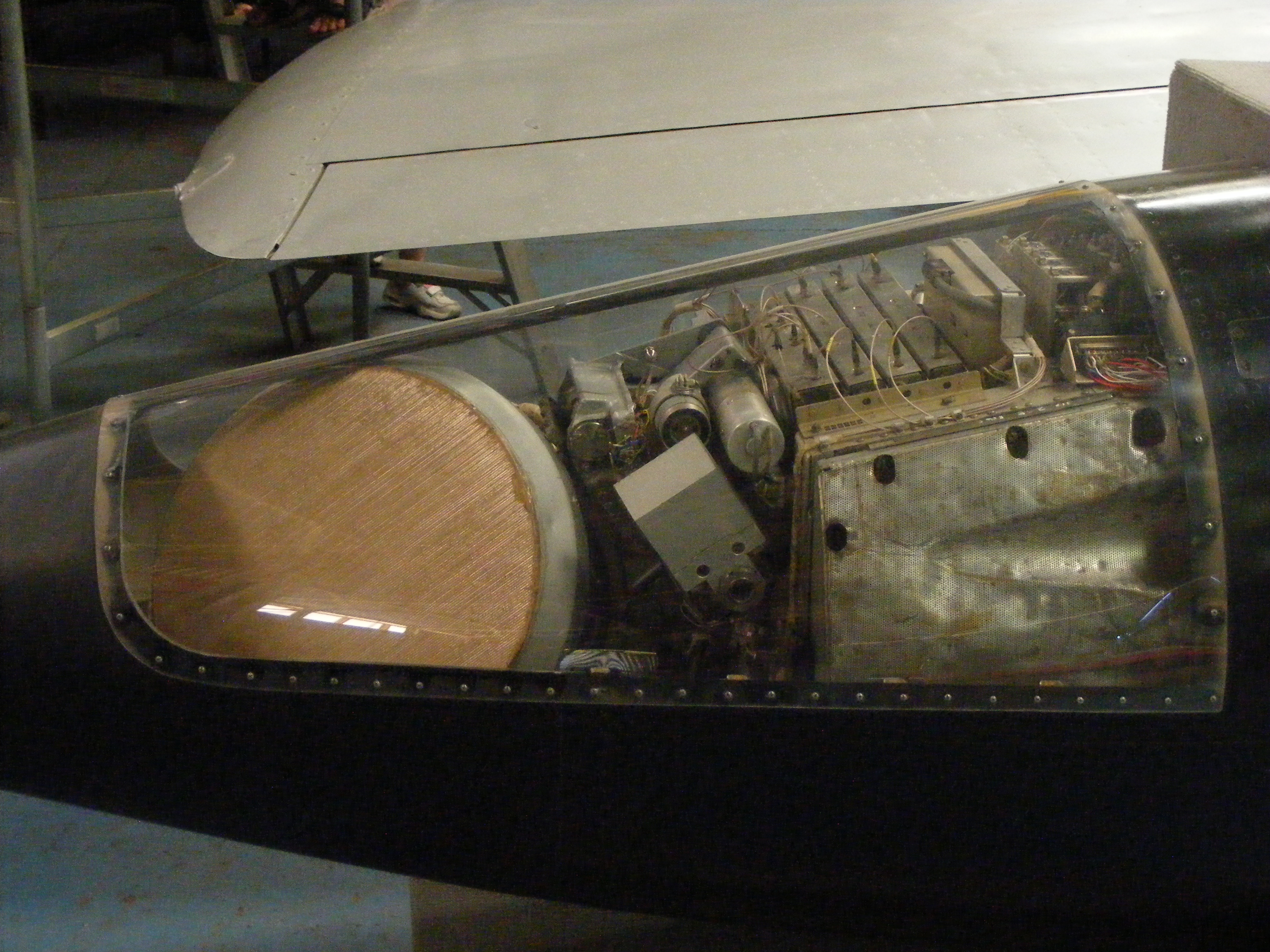
Bernard Cambier (1956), Diretor e membro do Conselho de Administração de Thomson-CSF (Thales Group)
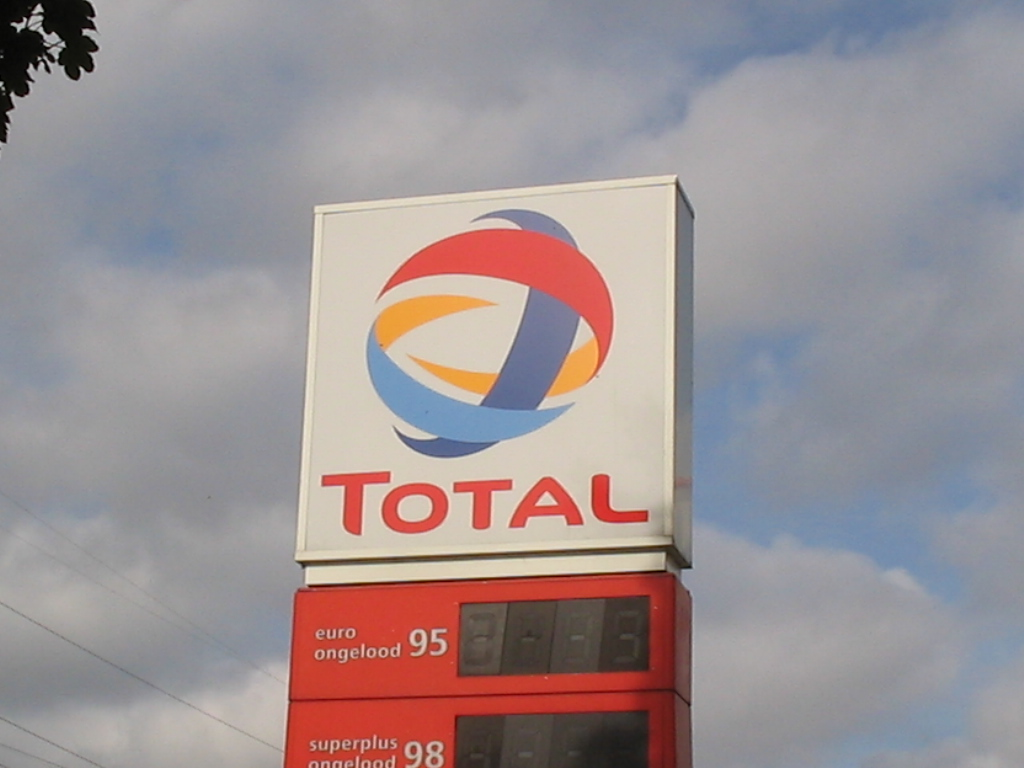
Robert Castaigne (1968), cfo Total S.A., grupo petroquímico
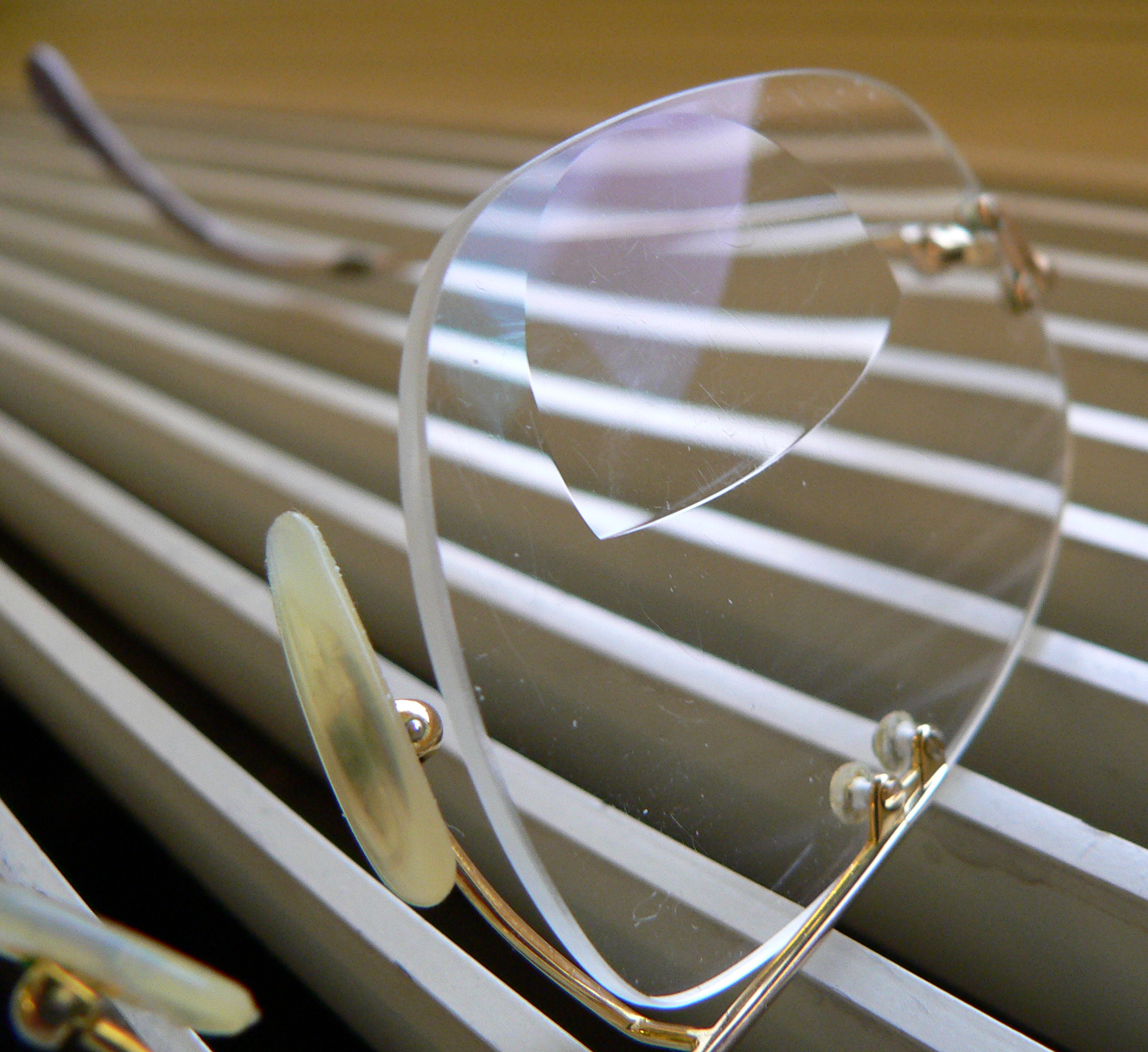
Hubert Sagnières (1980), diretor executivo de Essilor, empresa que produz lentes oftálmicas
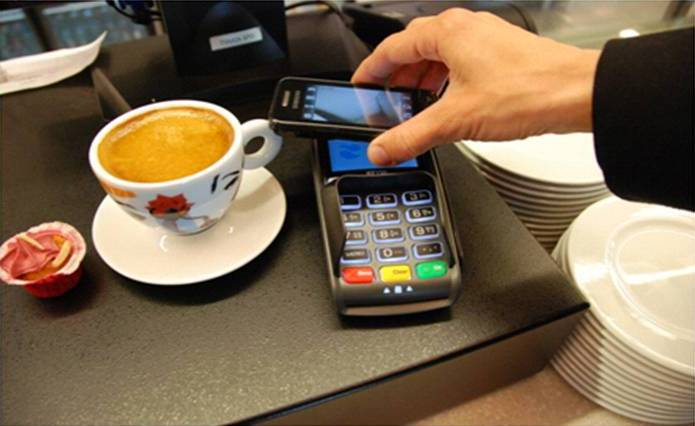
Rémy de Tonnac (1981), diretor executivo Inside Secure